# Helsingfors spårvägar

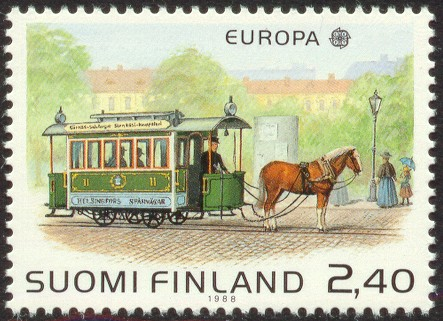
Hästdriven spårvagn i Helsingfors

Helsingfors spårvägar är ett spårvägssystem i Helsingfors som drivs av Huvudstadsregionens Stadstrafik Ab.
Helsingfors spårvägar hade 2024 en trafikerad banlängd på 94 kilometer (i en riktning) och 300 hållplatser. Helsingfors har 12 spårvägslinjer, som transporterar närmare 44 miljoner resor per år (2023).
Spårvagnarna (på vardaglig helsingforsiska spåror, en spåra) är det huvudsakliga kollektiva transportmedlet inom Helsingfors stad. Den nyaste spårvagnstypen är Škoda Artic, av vilka 40 exemplar har levererats 2013-2018.

## Linjer

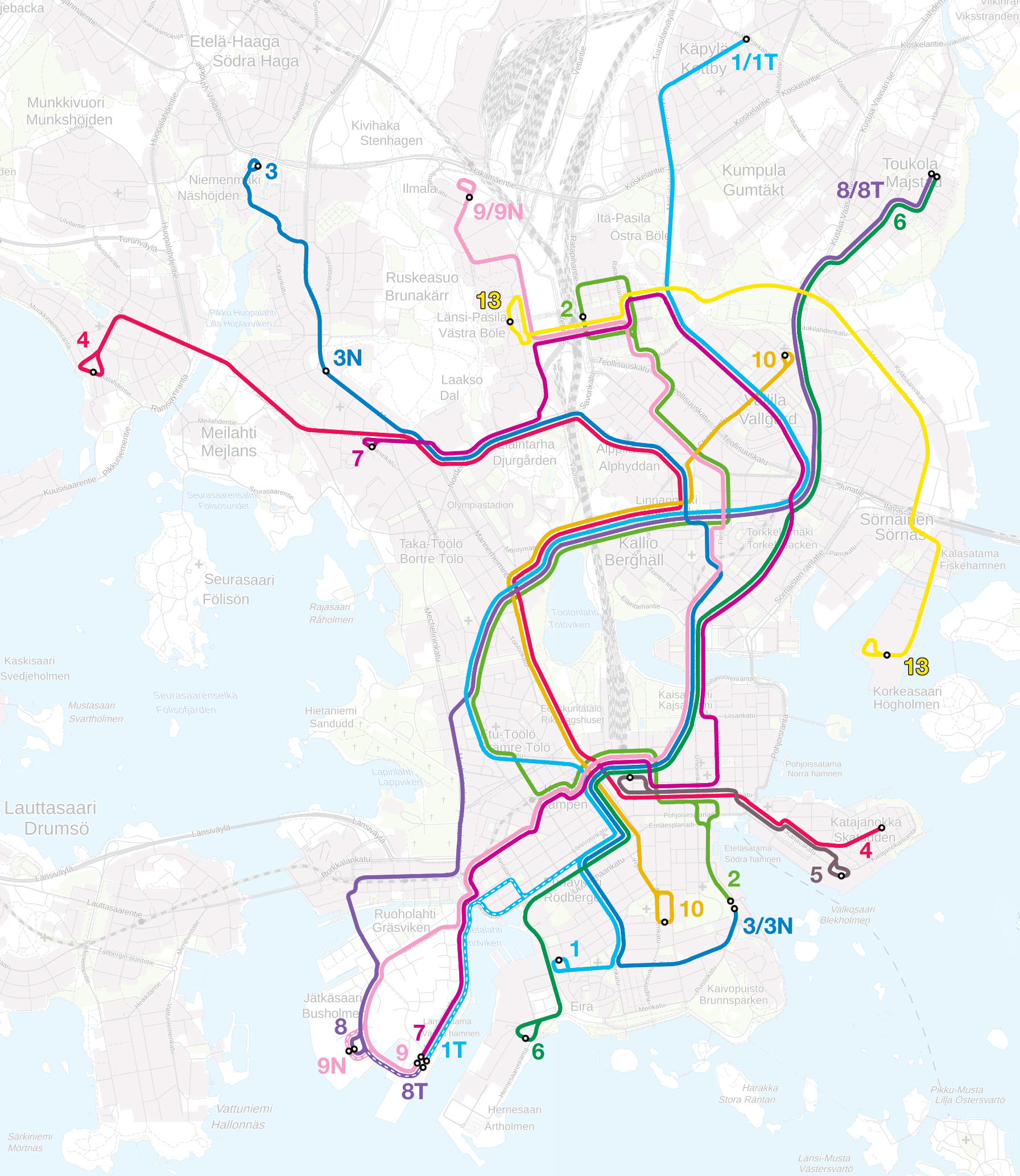
Linjenät 2021

Flertalet spårvägslinjer lades om och fick nya rutter från och med 14 augusti 2017. Den tidigare större linjeomläggningen hade skett 1985. Byggarbetena för linje 15 blev klara år 2023 och för linje 13 år 2024. 
| Linje | Rutt                                    | Restid | Hållplatser |
| ----- | --------------------------------------- | ------ | ----------- |
| 1     | Eira – Kottby                           | 35 min | 32          |
| 2     | Olympiaterminalen – Mässcentrum         | 25 min | 22          |
| 3     | Olympiaterminalen – Mejlans             | 35 min | 26          |
| 4     | Skatudden – Munksnäs                    | 30 min | 24          |
| 5     | Skatudden (terminalen) – Järnvägstorget | 10 min | 9           |
| 6     | Eirastranden – Arabia                   | 33 min | 24          |
| 7     | Västra terminalen – Mejlans sjukhus     | 45 min | 31          |
| 8     | Busholmen – Arabia                      | 30 min | 23          |
| 9     | Västra terminalen – Ilmala              | 30 min | 28          |
| 10    | Kirurgen – Lillhoplax                   | 25 min | 19          |
| 13    | Knekten – Västra Böle                   | 21 min | 14          |
| 15    | Kägeludden – Östra centrum              | 64 min | 32          |

Linjerna 2 och 3 och 7 och 9 är kombinerade så att vagnarna byter nummer från 2 till 3 och tvärtom vid Olympiaterminalen och från 7 till 9 och tvärtom vid Västra terminalen. Linjerna 6 och 8 använder samma ändhållplats i Arabiastranden och byter ofta nummer sinsemellan.

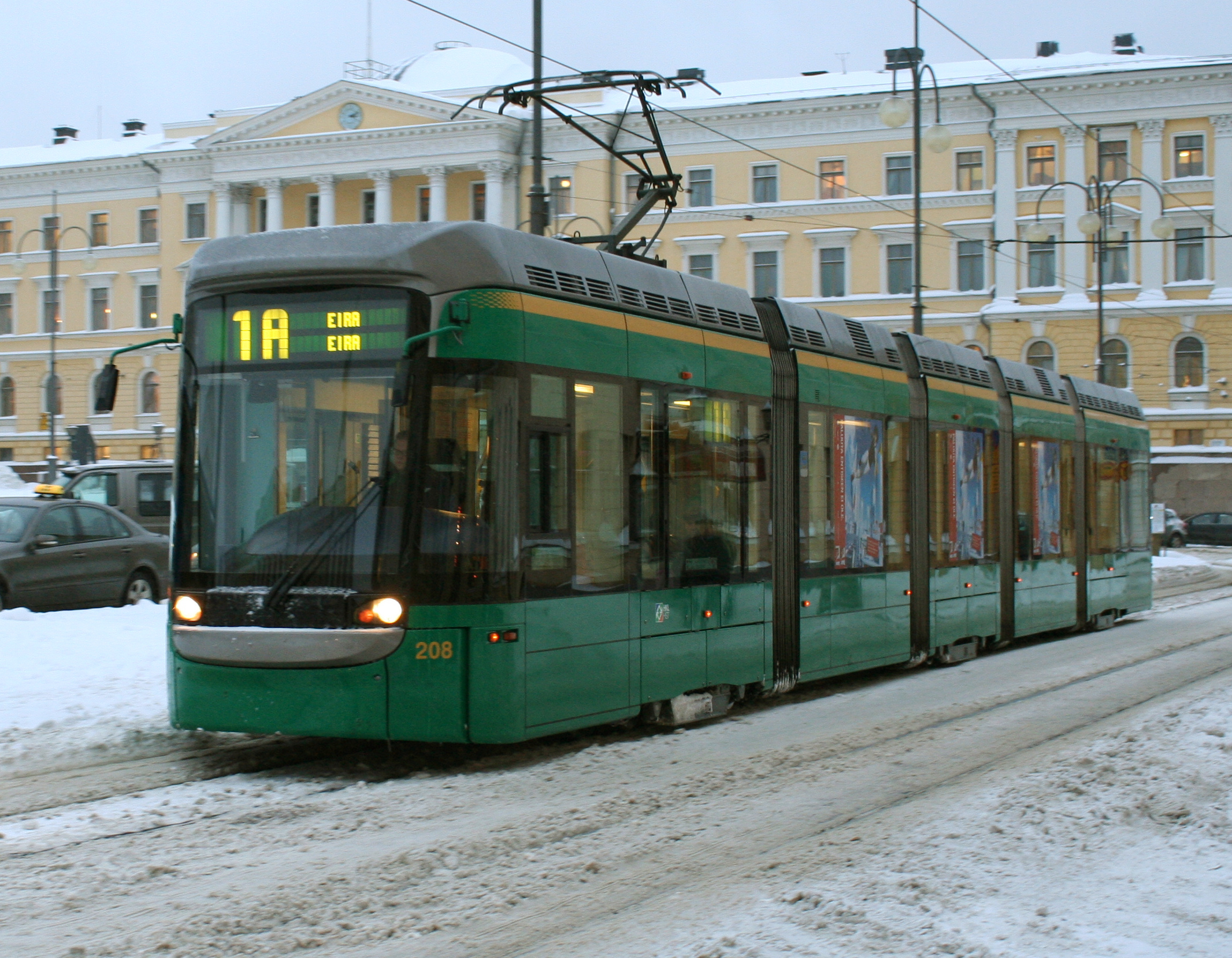
Variotram på Senatstorget

## Teknik och infrastruktur

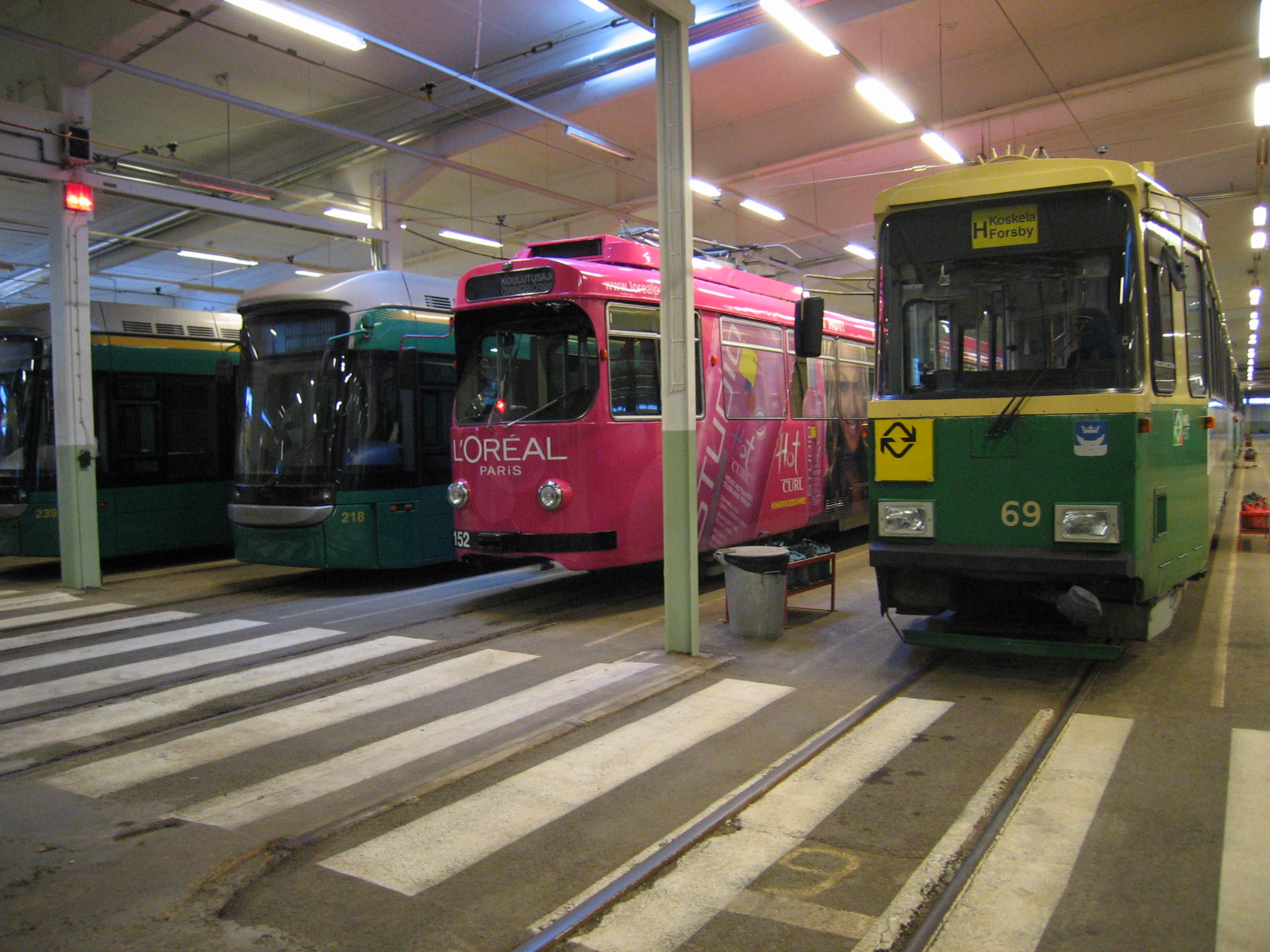
En Variotram, en Düwag och en Valmet i Spåramuseet

Helsingfors spårvägsnät är en gatuspårväg utan egentliga snabbspårvägssträckor (med ett egenartat undantag, nämligen tjänstesträckan mellan Vallgård och Forsbydepån). Spårvidden är 1000 millimeter, alltså meterspår. Linjenätet är helt dubbelspårigt. Eftersom de spårvagnar som är i bruk i dag är av enriktningstyp har linjenätet vändslingor. På delar av nätet har spårvagnarna en egen banvall, avskild från övrig trafik med en linje eller refug, medan spårvägstrafiken på andra håll inom nätet är blandad med övrig trafik.
Det finns totalt 89 km dubbelspår i Helsingfors.
Spårvagnarna får sin kraft från el som de hämtar från en kontaktledning över spåren. Särskilda matningsstationer distribuerar 600 volt likspänning till nätet.
Spårvägen har egna trafiksignaler, som grundar sig på symboler i stället för färg. Pil uppåt motsvarar det gröna, ett vågrätt streck det gula och S det röda ljuset. Spårvagnarna har prioritet framför övrig trafik i signalsystemet med hjälp av Helmi-systemet. Även om detta minskar väntetiden, fungerar det inte perfekt, varför ofta även spårvagnarna måste vänta i korsningarna. Helmi-systemet används också för att ge tidtabellsinformation i realtid på vissa mycket använda hållplatser.

### Spårvagnsmodeller[4]
Helsingfors spårvägar har runt 120 spårvagnar i regelbunden drift:
- 70 Artic-låggolvsspårvagnar tillverkade 2015-2019 av Škoda Transtech
- 42 NrII-ledspårvagnar tillverkade 1983-1987 av Valmet/Strömberg
- 10 NrI-ledspårvagnar tillverkade 1973-1975 av Valmet/Strömberg

Utöver dessa används i mindre utsträckning:
- Karia HM V-spårvagnar ("mustanger") (1959)
- RM1 (1955), som renoverats till ursprungligt skick och används i beställd trafik
- Serveringsspårvagnen Spårakoff, en till pub ombyggd HM V-spårvagn

### Variotram-låggolvsvagnar
Helsingfors stad fick sin första låggolvsvagn av typen Variotram i augusti 1999. Helsingfors stad beställde totalt 40 stycken vagnar av tillverkaren Bombardier Transportation. Vagnarna har haft flera problem och brister och en stor del av dem har inte kunnat sättas i trafik. Till exempel den 20 mars 2007 kunde 19 av 40 nya låggolvsvagnar inte sättas i trafik. Tillverkaren har tagit vagnarna tillbaka till Tyskland för reparation vilket skett på tillverkningsgarantins bekostnad, men stadens trafikverk är inte nöjt. Det har dessutom visat sig att karosseriet håller endast 6 år mot förmodade 30 år. I mars 2007 började trafikverket utreda de juridiska grunderna för att häva köpet av "skrothögarna", som biträdande stadsdirektör Pekka Sauri uttalade sig. Trafikverket planerade i stället att ta i bruk en mellandel med lågt golv som installeras i de gamla spårvagnarna från 1980-talet. Andra alternativ är att köpa flera begagnade vagnar.

### Depåer
Spårvagnarna i Helsingfors använder tre depåer:
- Forsby hall, som används för förvaring och service av 2/3 av spårvagnarna. I Forsby finns också utbildningsutrymmen.
- Tölö hall är den minsta depån och används av 1/3 av spårvagnarna
- Vallgårds depå används för reparationer och där finns också HST-Spårvägstrafiks huvudkontor.

## Historik

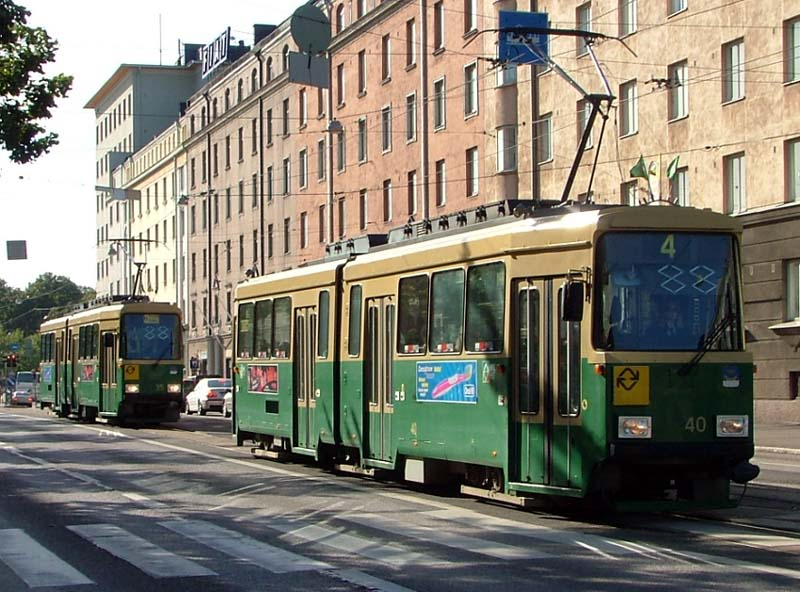
Ledvagnar från 1970-talet, varav flertalet senare tillbyggda med låggolvsdel, är den mest förekommande spårvagnstypen i Helsingfors.

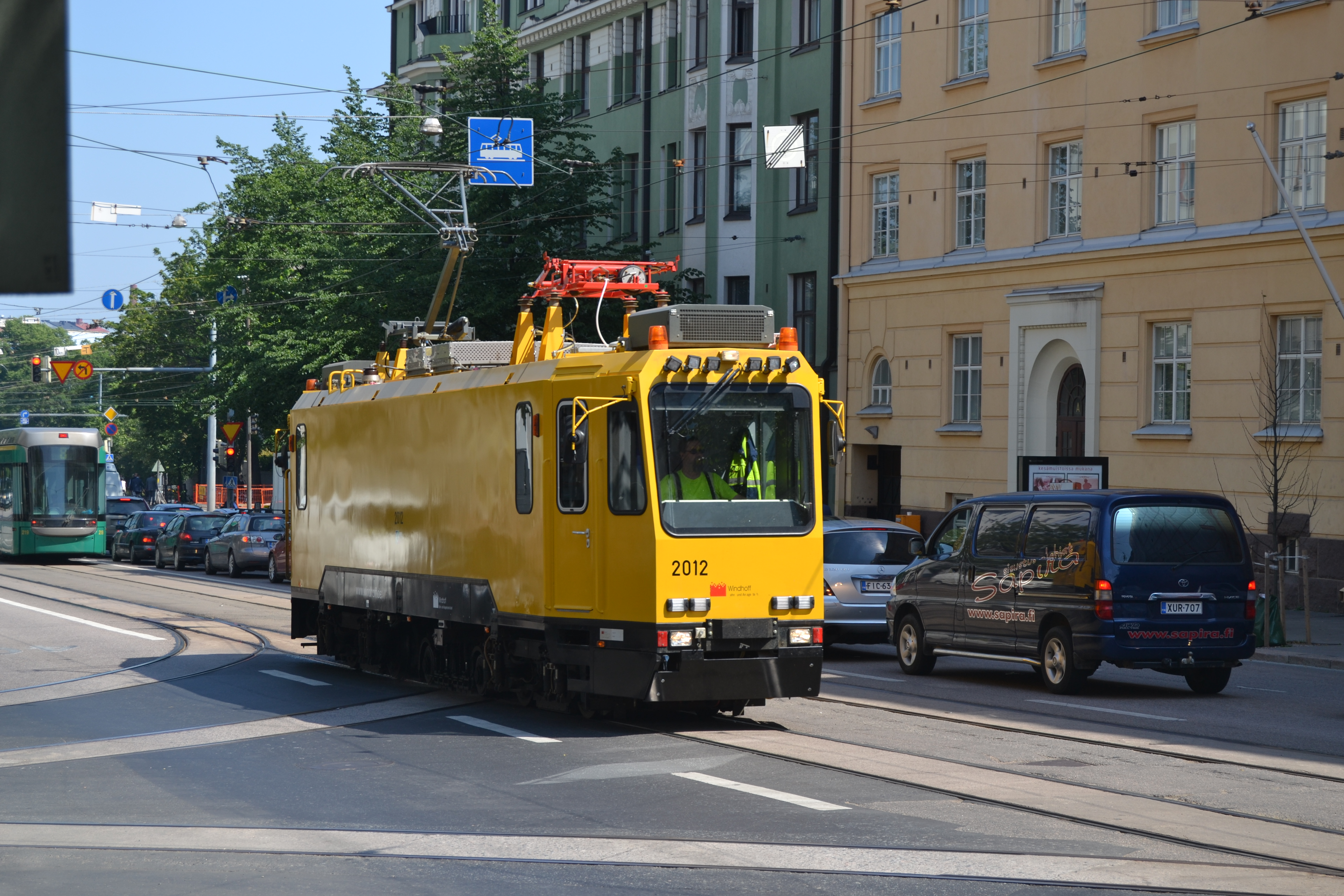
Arbetsvagn på Runebergsgatan

På sommaren år 1891 invigdes Helsingfors första spårvagnar. De enkelspåriga rutterna var två och gick längs med Östra Chausséen (nuvarande Tavastvägen) respektive Västra Chausséen (nuvarande Mannerheimvägen) och korsade varandra vid Esplanaden. Man beslöt att de hästdragna spårvägarna skulle ha en spårvidd på exakt en meter. Hästarna arbetade tre timmar om dagen när alla var friska och speciellt på vintern var de hårt påfrestade. År 1899 gjordes endast 19 resor per invånare per år med hästspårvagn, trots att passagerarantalet ökade kraftigt jämfört med hästomnibussarna.
De hästdragna spårvagnarna hade sina begränsningar varför de under 1900-1901 ersattes av elektrifierade vagnar. Tack vare den nya tekniken ökade passagerarantalet snabbt, vilket ledde till att enkelspårigheten satte begränsningar för ytterligare utvidgningar. Därför fick de flesta linjer dubbla spår i början av 1910-talet och passagerarna ökade 2,5 gånger jämfört med det största antalet under den enkelspåriga epoken. Spårvägsnätet utökades hela tiden fram till första världskriget. Bland annat Munksnäs, Haga och Brändö villastäder försågs med spårvagnsförbindelser. År 1917 gjordes 197 resor per stadsbo.
Spårvagnarnas storhetstid var under mellankrigstiden. Då utökades linjerna avsevärt och nya fordon anskaffades. Böle, Kottby, Gräsviken, Arabia och flera andra ställen fick spårvagnstrafik. Under 1930-talet ökade passagerarmängden dithän att det rådde trängsel i vagnarna och man måste köa på hållplatserna. Inga större förändringar gjordes i spårnätet efter 1945 och nätet var som störst år 1956 då det fanns 93 km spårvägsrutter på [...] km dubbelspår. År 1945, då endast spårtrafiken fungerade tillräckligt bra på grund av sviterna av andra världskriget gjordes alla tiders passagerarrekord – 150 miljoner passagerare – som inte senare nåtts ens närmelsevis.
På 1960-talet ifrågasattes spårvagnarnas ställning; Åbo lade ner sin spårvagnstrafik helt och hållet år 1972 och på Helsingfors trafikverk undersökte man alternativ till spårvagnarna. Man kom dock fram till att spårvagnarna skulle utgöra den huvudsakliga trafikformen i centrum fram till år 2000. Däremot byggde man inte ut spårvägslinjerna till de nya bostadsområdena i den växande staden. Man inriktade sig på i stället på underhåll av det befintliga linjenätet och utbyggnad av ytterligare spår till de stadsdelar som redan hade spårvägstrafik. En förändring på 1970-talet var att konduktörerna avskaffades så att endast föraren sålde biljetter. På den sista linjen avskaffades konduktören ändå först 10 år senare, år 1987. År 1985 gjordes en stor förändring bland linjerna som i stort sett varit desamma sedan starten. Endast linje 1, 6 och 8 blev oförändrade, 5:an lades ner och 7:an återinfördes. I slutet av 1990-talet minskades först trafiken på linje två (Skatudden—Berghäll, Linjerna), sedan förkortades rutten, och till sist lades hela linjen ner. I augusti 2008 togs linje 9 i bruk. Det var den första nya spårvägslinjen sedan 1976 då linje 2 återinfördes. Det var också första gången en busslinje, nummer 17, ersattes av en spårvägslinje.

### Spårvagnsrutternas historia

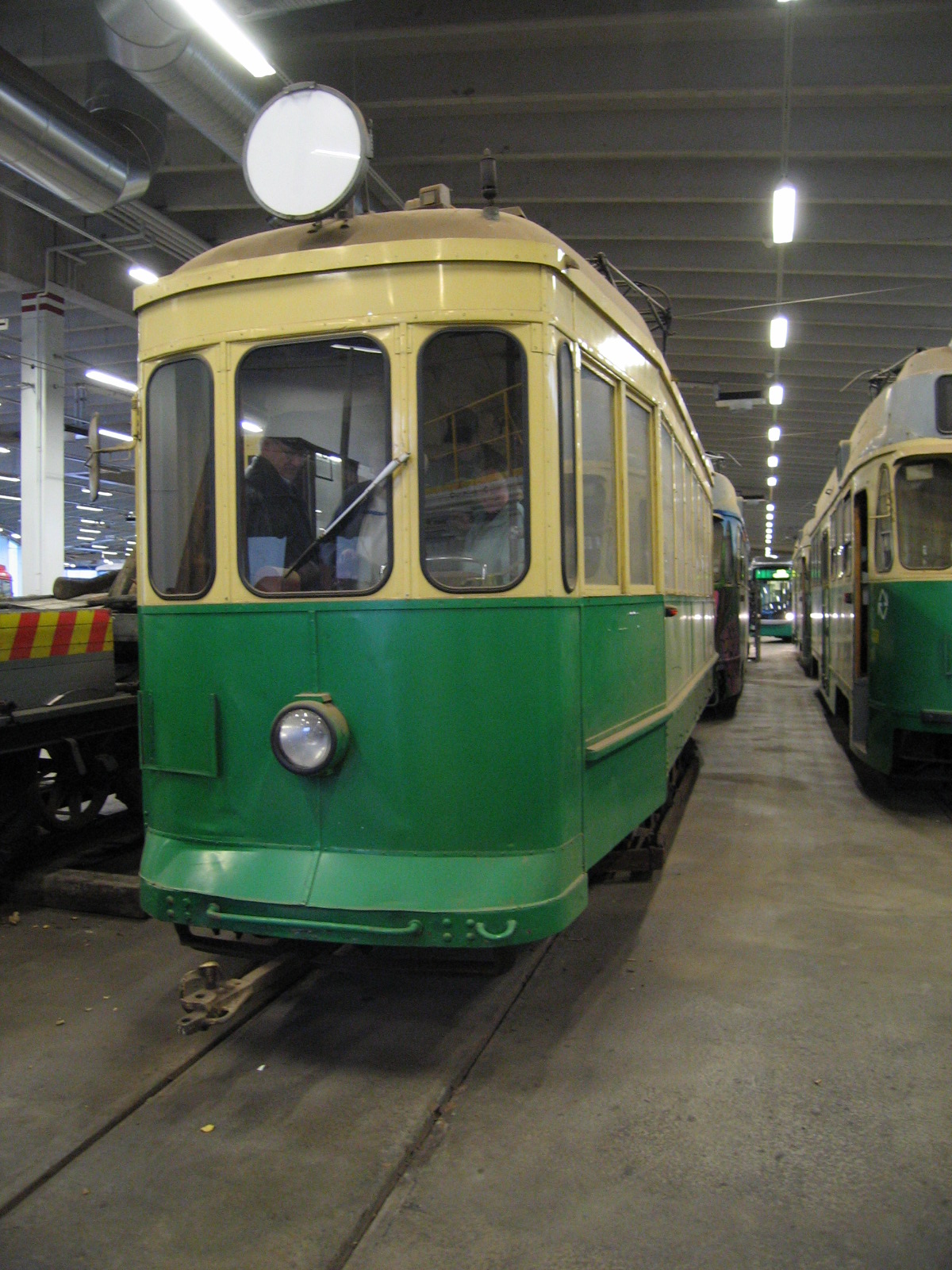
En Brill-spårvagn från 1930-talet

Under Helsingfors spårvagnsepok har rutterna ändrats flera gånger, vissa gånger radikalt, och linjebeteckningar har ändrats och växlats mellan olika rutter. Till exempel har linje 1 haft 22 olika ruttvarianter sedan den öppnade 1890. De följande styckena beskriver i stora drag vilka linjer som funnits under olika perioder. Diverse kortlivade rutter och rusningsrutter har inte beaktats.

#### 1890–1901: hästspårväg
- Tölö—Brunnsparken. Förkortad, sedan stängd år 1900. Ersattes av Gula linjen vid elektrifieringen.
- Sörnäs—Lappviksgatan. Förkortad år 1900, sedan stängd 1901. Ersattes av Gröna och Röda linjen vid elektrifieringen. [7]

#### 1900–1909
- Grön: Eira—Sörnäs (1900–1901), Skatudden—Eira—Sörnäs (1901–1907, en kombination av gröna och blåa linjerna), Salutorget—Sörnäs (1907–1910).
- Gul: Tölö—Brunnsparken (1900–1908).
- Blå: Tölö/Mariagatan—Sandviken (1900–1901). Kombinerad med gröna linjen 1901–1907. Skatudden—Sandviken (1907–1909).
- Röd: Studenthuset/Lappviken—Kronohagen (1900–1907), Lappviken—Berghäll (1907–1909).[8]

#### 1909–1926
Förutom linjerna ägda av Helsingfors Spårvägs- och Omnibus Aktiebolag, ägde Brändö Spårvägsaktiebolag en linje, Aktiebolaget M.G. Stenius två linjer och Julius Tallberg en linje på Drumsö.
- Grön: Eira—Hermanstad (1910–1931).[9]
- Gul: Tölö—Brunnsparken—Järnvägstorget/Hagnäs (1908–1922), Eira—Berghäll—Tölö—Salutorget—Eira (rutten formad som en åtta, 1922–2008)[10]
- Gul-Vit: Skatudden—Sandviken (1909–1926), Främre Tölö—Kirurgen (1924–1926). Två linjer körde med samma färg 1924–1926.[11]
- Röd: Lappviken—Hagnäs/Alphyddan (1909–1925).[12]
- Vit: Sörnäs/Salutorget—Brändö (1910–1951). Brändö Spårvägsaktiebolag ägde linjen från Sörnäs till Brändö samt vagnarna, HSO trafikerade den. Mellan 1910 och 1919 fördes spårvagnarna över till Brändö med färja.[13]
- Blå-Gul: Studenthuset/Salutorget—Haga (1914–1926). Aktiebolaget M.G. Stenius ägde linjen från Dal framåt. HSO skötte trafiken med sina egna vagnar.[14][15]
- Röd-Gul: Studenthuset/Salutorget—Munksnäs (1914–1926). Aktiebolaget M.G. Stenius ägde linjen från Dal framåt. HSO skötte trafiken med sina egna vagnar.[14][16]
- Färjehamnen—Enåsudden (1913–1917). En av Julius Tallberg ägd hästspårvägslinje på Drumsö som använde tidigare HSO-vagnar.[7][14][17]

#### 1926–1953

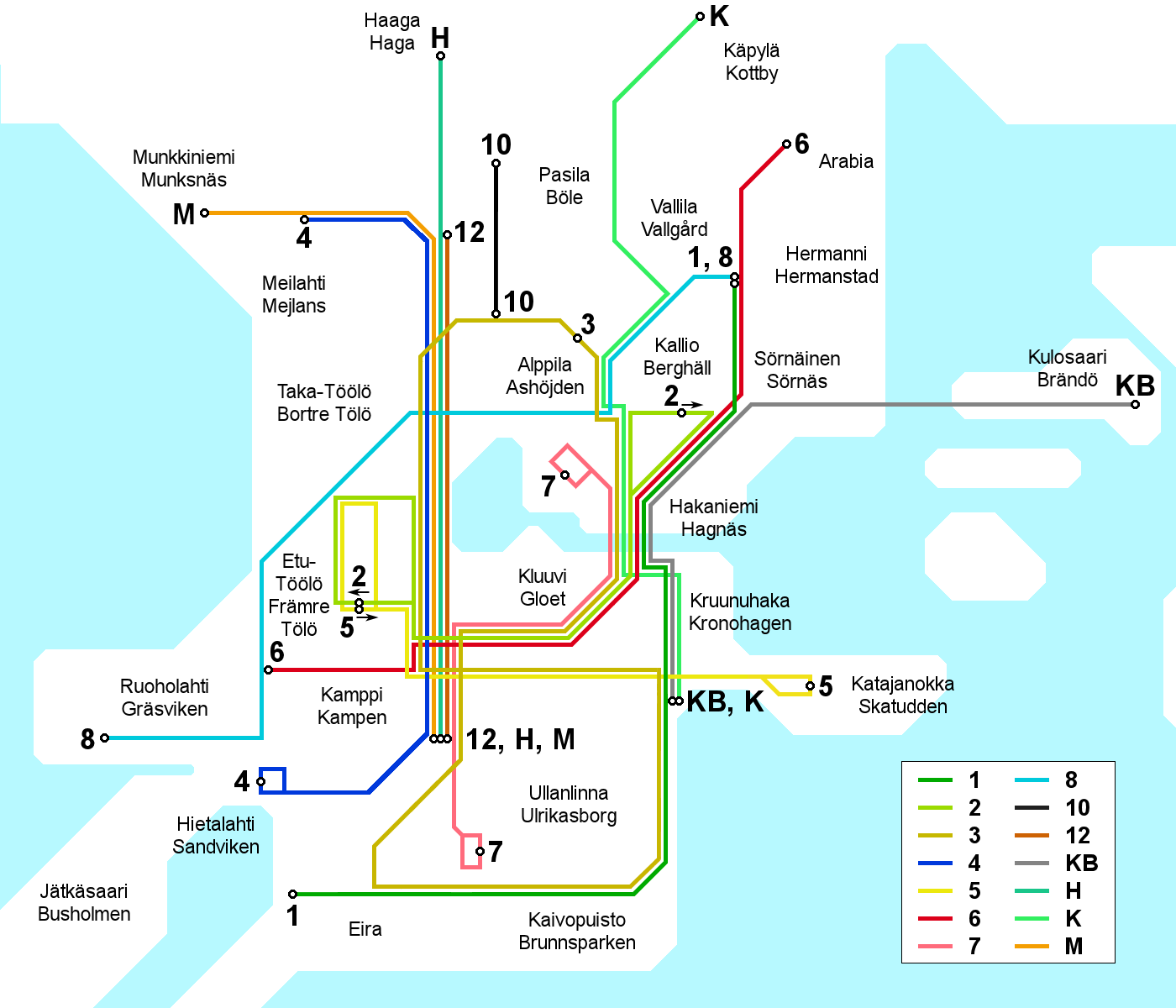
Helsingfors spårvägar 1946-1949

År 1926 övertog HSO både Brändö Spårvägsaktiebolag och Aktiebolaget M.G. Stenius spårvägar och blev ensam utövare av spårvagnstrafik i staden. Samma år togs nummer och bokstäver i bruk för att identifiera rutterna vid sidan av färgkoderna.
- 1 (grön): Eira—Hermanstad/Arabia (1910–1949), Eira—Vallgård—Sundholmen (1949–1953 en kombination av linje 1 och 8).[9]
- 2 (grön-vit): Salutorget—Hermanstad (1926—1928). Körde inte 1928–1939. Främre Tölö—Hagnäs/Åstorget (1939–1951). Körde inte 1951–1976.[18]
- 3 (gul): Eira—Berghäll—Tölö—Salutorget—Eira (1922–2008), åtta-formad linje.[10]
- 4 (blå): Sandviken—Tölö/Mejlans (1926–1951).[19]
- 5 / 5A (gul-vit):Främre Tölö—Skatudden (1926–1955; 1929–1939 som 5A).[11]
  - 5B: Främre Tölö—Salutorget (1929–1939).[11]
- 6 (röd): Lappviken—Hagnäs/Hermanstad/Arabia (1926–1959).[12]
- 7 (röd-vit): Kirurgen—Linjerna (1926—1949). Körde inte 1949–1951. Tölö—Sörnäs—Järnvägstorget (ringlinje, 1951–1980).[20]
- 8 (blå-vit): Gräsviken/Sundholmen—Tölö/Vallgård (1929–1949). Körde inte 1939–1953 (kombinerad med linje 1).[21]
- 9 (blå-gul): Skillnaden—Brunakärr (1939–1946).[22]
- 10 (vit): Djurgården—Västra Böle (1928–1952).[23]
- 11 (vit): Salutorget—Hermanstad (1944).[24]
- 12 (vit, senare röd-gul): Skillnaden/Kirurgen—Bortre Tölö/Brunakärr (1944–1957).[25]
  - 12S: Arabia—Brunakärr (1950–1955), rusningstid och nattrafik.[25]
- B/KB (vit, senare grön-gul): Salutorget—Brändö (1913–1951). Spårvagnstrafiken till Brändö slutade 1951, delvis på grund av det dåliga skicket träbron över till Brändö var i.[13][26]
- H (blå-gul): Skillnaden/Brunakärr/Diakonissaanstalten—Haga (1926–1953).[15]
- K (grön-röd): Vallgård/Salutorget—Kottby (1925–1953). Kombinerade med linje 1 1953[27]
- M (röd-gul): Skillnaden—Munksnäs (1926–1951).[16]
- W (grön/vit): Salutorget—Arabia (1926–1931).[28]

#### 1953–1985

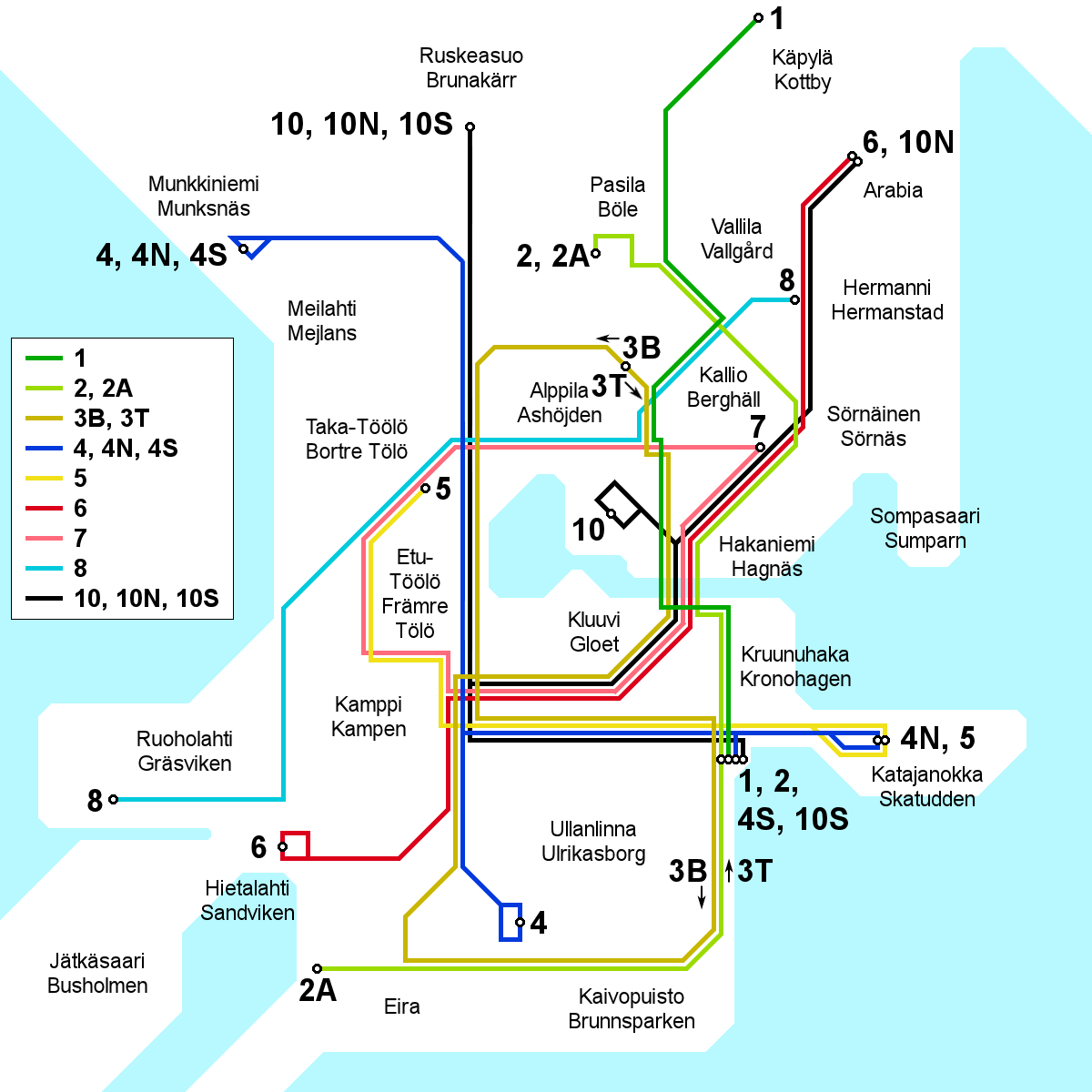
Helsingfors spårvägar 1976 och 1977

Bokstäverna som linjebeteckning slutade användas 1953. Färgerna slutade användas 1954.
- 1: Eira/Salutorget—Kottby (1954 framåt).[9]
  - 1A: Eira—Kottby (1954–1976), rusningstid.[9]
- 2: Salutorget—Östra Böle (1976–1985).[18]
  - 2A: Eira—Östra Böle (1976–1985), rusningstid.[18]
- 3B, 3T: Eira—Berghäll—Tölö—Salutorget—Eira (1922–2008), åtta-formad linje.[10]
- 4: Sandviken/Kirurgen—Munksnäs (1951–1985).[19]
  - 4S: Salutorget—Munksnäs (1951–1981), rusningstid.[19]
  - 4A: Skillnaden—Munksnäs (1956–1966), rusningstid och nattrafik.[19]
  - 4N: Skatudden—Munksnäs (1973–1985), nattrafik.[19]
- 5: Skatudden—Tölö (1955–1985).[11]
- 6: Lappviken/Sandviken—Arabia (1945 framåt).[12]
- 7: Tölö—Sörnäs—Järnvägstorget (ringlinje, 1951–1980), Hagnäs—Tölö—Åstorget (1980–1984).[20]
- 8: Sundholmen—Vallgård (1953–1984).[21]
  - 8K: Sundholmen—Kottby (1953–1962), rusningstid.[21]
- 9: Salutorget—Vallgård (1953–1976).[22]
- 10: Skillnaden/Kirurgen/Linjerna—Brunakärr (1955–1985).[23]
  - 10A: Kottby—Brunakärr (1955–1958), rusningstid; Arabia—Brunakärr (1959–1964), nattrafik.[23]
  - 10S: Salutorget—Brunakärr (1955–1977), rusningstid.[23]
  - 10N: Skillnaden—Brunakärr (1957–1959), Arabia—Brunakärr (1965–1977), nattrafik.[23]
- 12: Kirurgen/Linjerna—Brunakärr (1949–1959).[25]
  - 12S: Arabia—Brunakärr (1950–1955), rusningstid och nattrafik.[25]
- 15: Linjerna—Dal (1954–1957).[29]

#### 1985 framåt

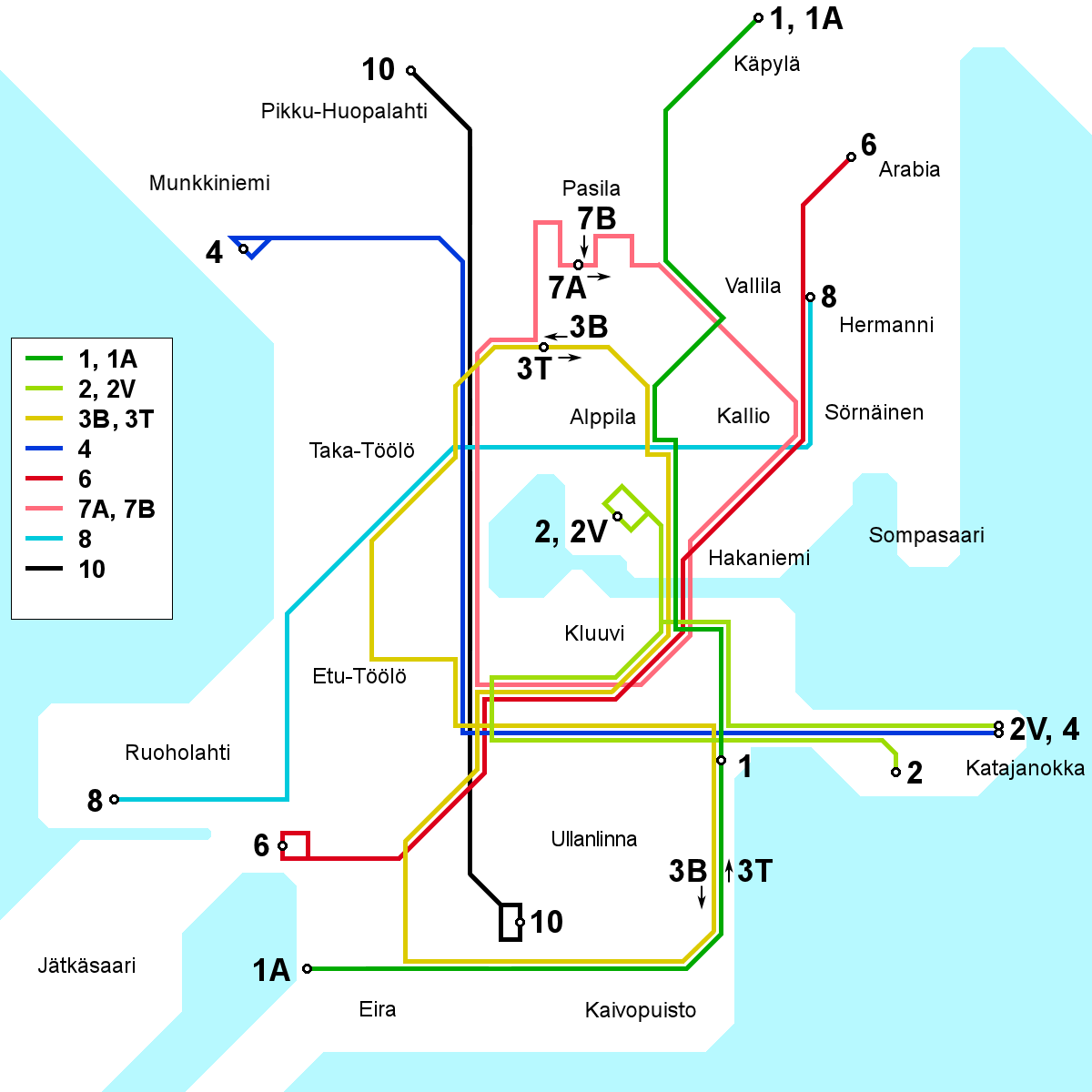
Helsingfors spårvägar 1995-1997

- 1: Salutorget—Kottby (1954 framåt).[9]
  - 1A: Eira—Kottby (1985 framåt), rusningstid.[9]
- 2: Salutorget—Linjerna (1985–1992), Skatuddens terminal—Linjerna (1992–2005).[18]
- 3B, 3T: Eira—Berghäll—Tölö—Salutorget—Eira (1922–2008), åtta-formad linje.[10]
- 4: Skatudden—Munksnäs (1985 framåt).[19]
  - 4T: Skatuddens terminal—Munksnäs (2004 framåt).[19]
  - 5: Linjerna-Tölö (2012 framåt), "Kulturspåran"[30]
- 6: Sandviken—Arabia (1959 framåt).[12]
- 7A, 7B: Böle—Tölö—Järnvägstorget/Senatstorget (1985 framåt).[20]
- 8: Busholmen—Sörnäs—Vallgård/Arabia (2012 framåt), Sundholmen—Arabia (1984 framåt)[21]
- 9: Trekanten—Berghäll—Östra Böle (2008 framåt).[22]
- 10: Kirurgen—Brunakärr/Lillhoplax (1985 framåt).[23]

#### 2013
- 2: 3T byter namn till 2
- 3: 3B byter namn till 3

#### 2024
- 13: Ny linje mellan Knekten och Västra Böle

## Linjer som anläggs 2024
| Linje | Sträcka | Beräknad start |
| 11    | Trekanten – Helsingfors centralstation – Hagnäs torg – Knekten – Högholmen – Kronbergsstranden – Håkansvik | 2027           |
| 12    | Helsingfors centralstation – Hagnäs torg – Knekten – Högholmen – Kronbergsstranden – Uppby                 | 2027           |

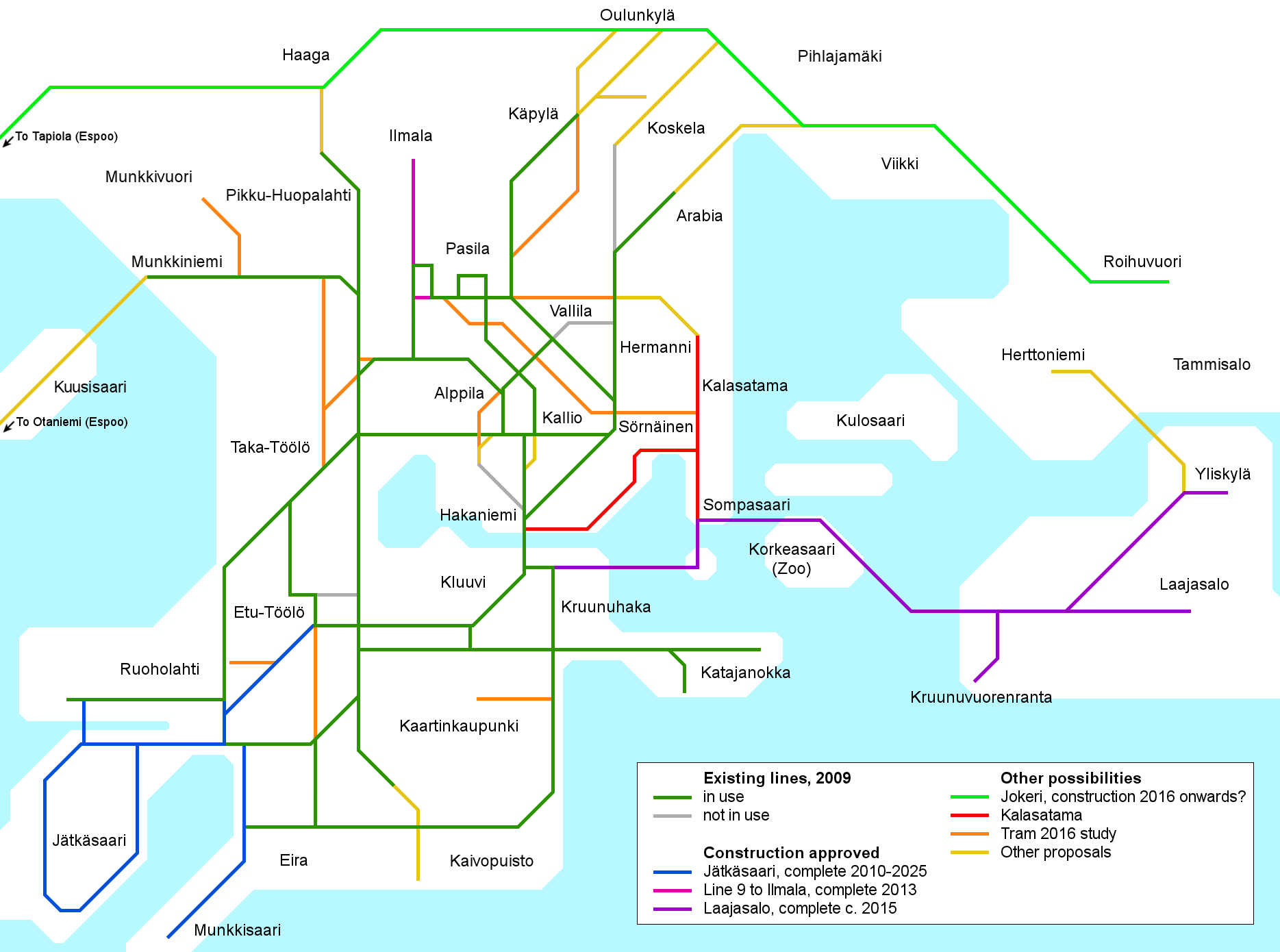
Beslutade och föreslagna utbyggnader av Helsingfors spårvägar. Befintliga spår markerade med grönt.

- Degerö (huvudartikel: Spårväg Kronbroarna]

17 juni 2008 beslöt kollektivtrafiknämnden att Degerö öster om centrum skall förenas med centrum genom en spårväg. Buss, tunnelbana och färjetrafik övervägdes också, men spårvägen ansågs vara det lämpligaste alternativet. En serie på tre broar, Kronbroarna, kommer att byggas mellan Kronbergsstranden, Högholmen, Knekten och Havshagen över bland annat Kronbergsfjärden. Byggandet av broar påbörjades 2021 och spårvägen beräknas kunna invigas 2027 mellan Hagnäs torg och Uppby.